# 庄内あさひバスストップ

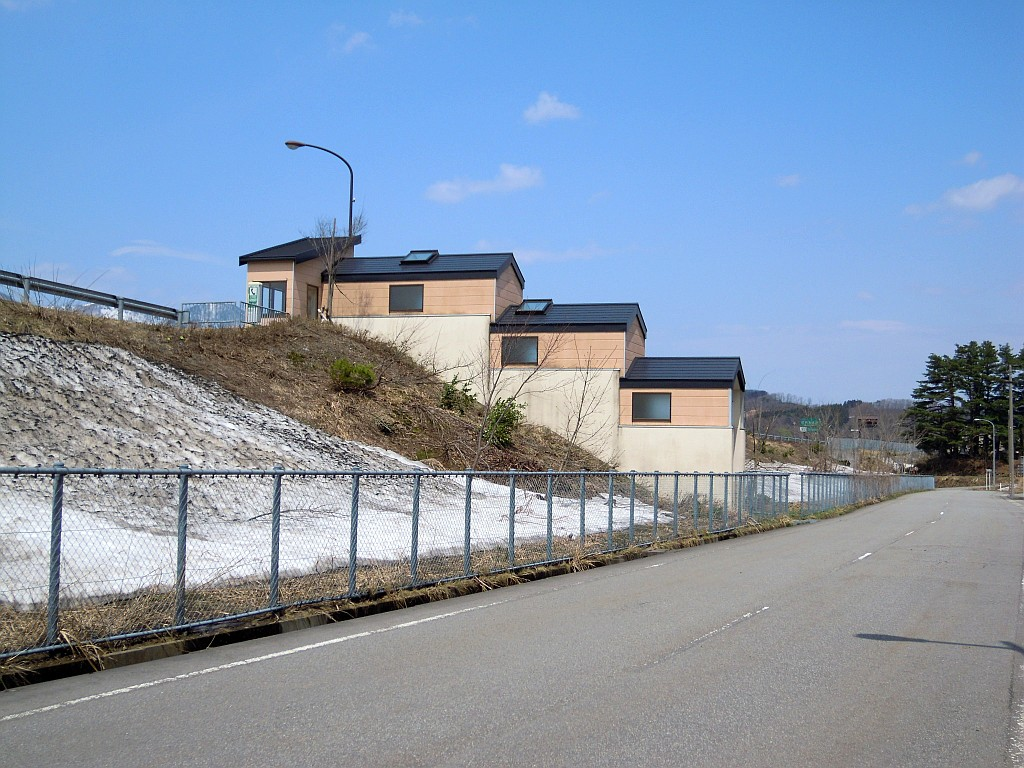
庄内あさひバスストップ（上り線側）の全景

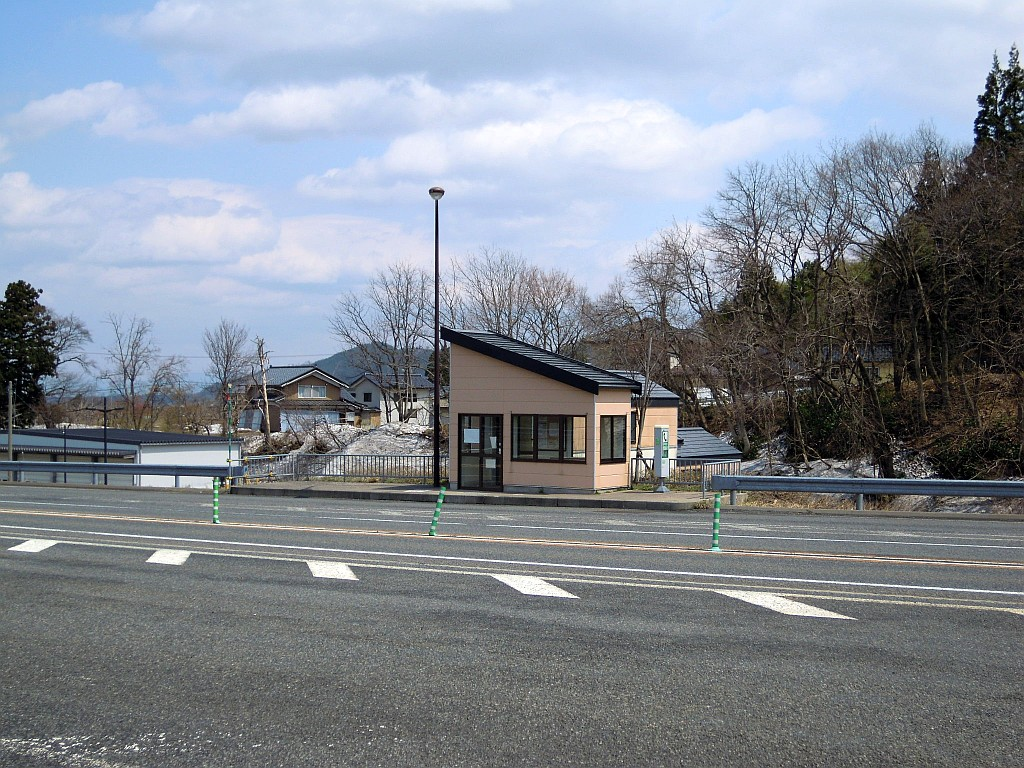
庄内あさひバスストップ（上り線側）待合室

庄内あさひバスストップ（しょうないあさひバスストップ）とは、山形県鶴岡市にある山形自動車道のバス停留所である。上り線側の側道横に利用者のための駐車場やトイレが整備されている。下り線側の停留所へは、山形寄りのボックスカルバートで高速道路本線をくぐって渡ることになる。

## 停車する路線
- 仙台 - 酒田・本荘線（庄内交通・山交バス・宮城交通・羽後交通と共同運行）
- 山形 - 鶴岡・酒田線（庄内交通・山交バスと共同運行）
- 仙台国際空港 - 鶴岡・酒田線（庄内交通）

なお、雪などで山形自動車道が通行止めになりこれらのバスが国道112号を経由する場合は、当バスストップから徒歩約7分の国道112号沿いに臨時停車する。

## 隣
E48 山形自動車道
(10) 湯殿山IC - 庄内あさひBS - (11) 庄内あさひIC - 櫛引PA - (12) 鶴岡IC
- 仙台 - 酒田・本荘線、山形 - 鶴岡・酒田線
  - 西川BS - 庄内あさひBS - 庄内観光物産館
    - 山形 - 鶴岡・酒田線は夏期間、西川BS - 庄内あさひBS間で月山口と湯殿山ホテルに停車